# Skwer Włodzimierza Dworzaczka w Poznaniu
Skwer Włodzimierza Dworzaczka – obszar zieleni miejskiej zlokalizowany w Poznaniu, na Starym Mieście, na osiedlu samorządowym Stare Miasto, bezpośrednio przy średniowiecznych murach miejskich, na tyłach strażnicy pożarowej przy ulicy Masztalarskiej, pomiędzy ulicami Masztalarską, Wroniecką i Małe Garbary. Sąsiaduje ze Skwerem Romana Wilhelmiego.
Nazwę nadano uchwałą Rady Miejskiej nr LXVIII/1094/VI/2014 z dnia 10 czerwca 2014. Skwer oznaczono stosownymi tablicami. Nazwa upamiętnia Włodzimierza Dworzaczka - poznańskiego historyka i genealoga. Wniosek z inicjatywą nadania nazwy skwerowi skierowało do Rady Miasta Towarzystwo Genealogiczno-Heraldyczne.
W pobliżu skweru wyeksponowano relikty Bramy Wronieckiej.